# باشگاه فوتبال دپورتیوو پریرا
باشگاه فوتبال دپورتیوو پریرا (انگلیسی: Deportivo Pereira) یک باشگاه فوتبال حرفه ای کلمبیایی است که در شهر پریرای کلمبیا واقع شده و در لیگ سری آ کلمبیا فعالیت میکند.